# Volkan Oezdemir
Volkan Oezdemir (Friburgo, 19 settembre 1989) è un artista marziale misto svizzero di origine curda.
Combatte nella divisione dei pesi mediomassimi per l'organizzazione statunitense UFC, nella quale è stato un contendente al titolo nel 2018.

## Biografia
Volkan è nato da padre curdo e madre elvetica nella parte francese della Svizzera (parla infatti fluentemente il francese); durante gli allenamenti nella palestra olandese Golden Glory ha stretto amicizia con l'ex campione K-1 Alistair Overeem e prima di debuttare nelle MMA professionistiche ha combattuto da dilettante nella kickboxing e nel Jiu jitsu brasiliano.

## Caratteristiche tecniche
Oezdemir è un lottatore che predilige il combattimento in piedi, nel quale dimostra buone abilità nella kickboxing e un'ottima potenza nelle braccia; tra le sue armi figurano anche la versatilità e la determinazione, che gli hanno permesso di ottenere molte vittorie già al primo round (da cui il suo soprannome "No Time").

## Carriera nelle arti marziali miste

### Inizi
Volkan debutta nelle MMA professioniste nel 2010 e dopo aver messo insieme un record di 9-0 viene messo sotto contratto con la Bellator MMA. Qui combatte solo per due incontri (una vittoria e una sconfitta) prima di ritornare sulla scena indipendente con altre due vittorie.

### Ultimate Fighting Championship
Negli ultimi mesi del 2016 sigla un contratto con la UFC e debutta il 4 febbraio 2017 contro Ovince St. Preux, imponendosi a sorpresa per decisione non unanime a seguito di un match molto tattico. Torna a combattere dopo tre mesi, il 28 maggio, sconfiggendo Misha Tsirkunov per KO nei secondi d'apertura del match.
Dopo due mesi affronta il numero tre di categoria Jimi Manuwa, imponendosi per KO in soli 42 secondi e ricevendo il suo primo riconoscimento Performance of the Night.
Il 20 gennaio 2018 fallisce l'assalto al titolo dei pesi mediomassimi detenuto da Daniel Cormier, che si impone per KO tecnico alla seconda ripresa; sarebbe quindi dovuto tornare a combattere contro Mauricio Rua, ma l'incontro saltò per problemi di visto per lo svizzero; Shogun venne a sua volta sostituito da Alexander Gustafsson, ma Ozdemir dovette rinunciare all'incontro a causa della rottura del naso.
Il 27 ottobre 2018 viene sconfitto per sottomissione da Anthony Smith, mentre il 16 marzo 2019 viene sconfitto per decisione non unanime da Dominick Reyes.

## Risultati nelle arti marziali miste
| Risultato | Record | Avversario             | Metodo                           | Evento                                      | Data              | Round | Tempo | Città                          | Note                                                |
| --------- | ------ | ---------------------- | -------------------------------- | ------------------------------------------- | ----------------- | ----- | ----- | ------------------------------ | --------------------------------------------------- |
| Vittoria  | 18-6   | Paul Craig             | Decisione (unanime)              | UFC Fight Night: Blaydes vs. Aspinall       | 23 luglio 2022    | 3     | 5:00  | Londra, Inghilterra            |                                                     |
| Sconfitta | 17-6   | Magomed Ankalaev       | Decisione (unanime)              | UFC 267: Błachowicz vs. Teixeira            | 30 ottobre 2021   | 3     | 5:00  | Abu Dhabi, Emirati Arabi Uniti |                                                     |
| Sconfitta | 17-5   | Jiří Procházka         | KO (pugno)                       | UFC 251: Usman vs. Masvidal                 | 11 luglio 2020    | 2     | 0:49  | Abu Dhabi, Emirati Arabi Uniti |                                                     |
| Vittoria  | 17-4   | Aleksandar Rakić       | Decisione (non unanime)          | UFC Fight Night: Edgar vs. Korean Zombie    | 21 dicembre 2019  | 3     | 5:00  | Busan, Corea del Sud           |                                                     |
| Vittoria  | 16-4   | Ilir Latifi            | KO (pugni)                       | UFC Fight Night: Shevchenko vs. Carmouche 2 | 10 agosto 2019    | 2     | 4:31  | Montevideo, Uruguay            | Performance of the Night                            |
| Sconfitta | 15-4   | Dominick Reyes         | Decisione (non unanime)          | UFC Fight Night: Till vs. Masvidal          | 16 marzo 2019     | 3     | 5:00  | Londra, Inghilterra            |                                                     |
| Sconfitta | 15-3   | Anthony Smith          | Sottomissione (rear-naked choke) | UFC Fight Night: Volkan vs. Smith           | 27 ottobre 2018   | 3     | 4:26  | Moncton, Canada                |                                                     |
| Sconfitta | 15-2   | Daniel Cormier         | KO tecnico (pugni)               | UFC 220: Miocic vs. Ngannou                 | 20 gennaio 2018   | 2     | 2:00  | Boston, Stati Uniti            | Per il titolo dei pesi mediomassimi UFC             |
| Vittoria  | 15-1   | Jimi Manuwa            | KO (pugni)                       | UFC 214: Cormier vs. Jones 2                | 29 luglio 2017    | 1     | 0:42  | Anaheim, Stati Uniti           | Performance of the Night                            |
| Vittoria  | 14-1   | Misha Tsirkunov        | KO (pugno)                       | UFC Fight Night: Gustafsson vs. Teixeira    | 28 maggio 2017    | 1     | 0:28  | Stoccolma, Svezia              |                                                     |
| Vittoria  | 13-1   | Ovince St. Preux       | Decisione (non unanime)          | UFC Fight Night: Bermudez vs. Korean Zombie | 4 febbraio 2017   | 3     | 5:00  | Houston, Stati Uniti           | Ritorno ai pesi mediomassimi, debutto in UFC        |
| Vittoria  | 12-1   | Alihan Vahaev          | Decisione (unanime)              | WFCA 17: Grand Prix Akhmat                  | 9 aprile 2016     | 3     | 5:00  | Grozny, Russia                 | Quarti di finale WFCA Heavyweight Grand Prix        |
| Vittoria  | 11-1   | Paco Estevez           | KO tecnico (pugni)               | SHC 10: Carvalho vs. Belo                   | 20 settembre 2014 | 1     | N/A   | Ginevra, Svizzera              | Incontro di pesi massimi                            |
| Sconfitta | 10-1   | Kelly Anundson         | Sottomissione (neck crank)       | Bellator 115                                | 4 aprile 2014     | 2     | 3:19  | Reno, Stati Uniti              |                                                     |
| Vittoria  | 10-0   | Josh Lanier            | KO tecnico (pugni e gomitate)    | Bellator 105                                | 25 ottobre 2013   | 1     | 3:13  | Rio Rancho, Stati Uniti        | Debutto in Bellator                                 |
| Vittoria  | 9-0    | David Round            | KO tecnico (pugni)               | WKN Valhalla: Battle of the Vikings         | 9 marzo 2013      | 1     | N/A   | Aarhus, Danimarca              | Vince il torneo WKN Valhalla: Battle of the Vikings |
| Vittoria  | 8-0    | Angelier Benjamin      | KO tecnico (pugni)               | WKN Valhalla: Battle of the Vikings         | 9 marzo 2013      | 1     | 0:45  | Aarhus, Danimarca              |                                                     |
| Vittoria  | 7-0    | Benyaich Mohamed       | KO tecnico (pugni)               | WKN Valhalla: Battle of the Vikings         | 9 marzo 2013      | 1     | 0:15  | Aarhus, Danimarca              |                                                     |
| Vittoria  | 6-0    | Mohamed Amidi          | KO tecnico (pugni)               | SHC 6: Belo vs. Rodriguez                   | 6 ottobre 2012    | 1     | 1:59  | Ginevra, Svizzera              | Incontro di pesi massimi                            |
| Vittoria  | 5-0    | Bruno Farias Grancheux | KO tecnico (pugni)               | Lions Fighting Championship 4               | 15 settembre 2012 | 1     | 1:54  | Itabuna, Brasile               |                                                     |
| Vittoria  | 4-0    | Ronilson Santos        | KO tecnico (ritiro)              | Lions Fighting Championship 3               | 12 maggio 2012    | 1     | 2:12  | Itabuna, Brasile               |                                                     |
| Vittoria  | 3-0    | Mamadou Cisse          | Sottomissione (kimura)           | 100% Fight 10: Supreme League Block C       | 7 aprile 2011     | 1     | 3:43  | Parigi, Francia                |                                                     |
| Vittoria  | 2-0    | Boubacar Baldè         | Decisione (unanime)              | Lions Fighting Championship                 | 15 ottobre 2011   | 3     | 5:00  | Neuchâtel, Svizzera            |                                                     |
| Vittoria  | 1-0    | Martin Varth           | KO tecnico (pugni)               | Shooto: Switzerland 7                       | 4 settembre 2010  | 1     | 0:56  | Zurigo, Svizzera               |                                                     |